# Gottfried Wilhelm von Leibniz
Gottfried Wilhelm Leibniz, scritto alternativamente - in tedesco e in francese - Leibnitz e conosciuto anche come Leibnitius in latino e Leibnizio in italiano (AFI: [ˈɡɔtfʁiːt ˈvɪlhɛlm ˈlaɪpnɪts]; Lipsia, 1º luglio 1646 – Hannover, 14 novembre 1716), è stato un filosofo, matematico, scienziato, teologo, linguista, glottoteta, diplomatico, giurista, storico e magistrato tedesco.

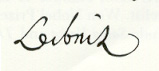
Firma di Leibniz

Tra i massimi esponenti del pensiero occidentale, nonché una delle poche figure di "genio universale", la sua applicazione intellettuale a pressoché tutte le discipline del sapere ne rende l'opera vastissima e studiata ancor oggi trasversalmente: a lui e a Isaac Newton vengono generalmente attribuiti l'introduzione e i primi sviluppi del calcolo infinitesimale, in particolare il concetto di integrale, per il quale si usano ancora oggi molte sue notazioni, i termini "dinamica" e "funzione", che egli usò per individuare le proprietà di una curva, tra cui l'andamento, la pendenza, la corda, la perpendicolare in un punto. 
Considerato il precursore dell'informatica, della neuroinformatica e del calcolo automatico, fu inventore di una calcolatrice meccanica detta Macchina di Leibniz; inoltre alcuni ambiti della sua filosofia aprirono numerosi spiragli sulla dimensione dell'inconscio che solo nel XIX secolo si riconoscerà come realtà istintuale effettiva, specialmente negli scritti antesignani di Nietzsche, ma che si tenterà di formalizzare scientificamente solo nel XX secolo, con Sigmund Freud.

## Biografia

### Gli inizi

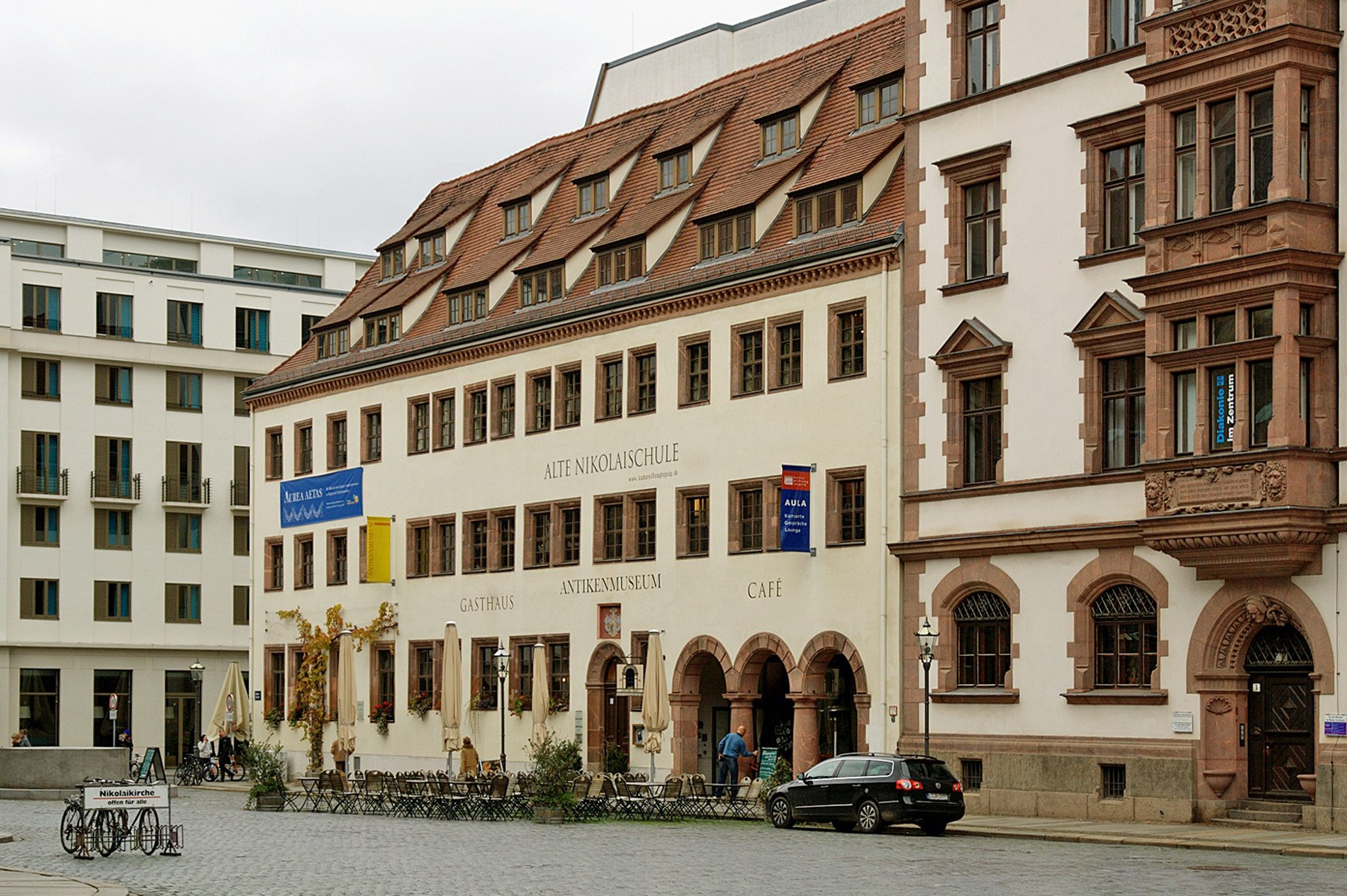
Lipsia: Scuola di san Nicola, che Leibniz frequentò per sei anni

Leibniz nacque, secondo il calendario giuliano, ancora vigente nei territori protestanti del Sacro Romano Impero, il 21 giugno 1646 a Lipsia e due giorni dopo fu battezzato nella chiesa di San Nicola (Lipsia). Il padre Friedrich Leibnütz (1597–1652), nativo di Altenberg, era un giurista e professore di etica presso l'Università di Lipsia, la madre Caterina era figlia del professore e giurista di Lipsia Wilhelm Schmuck; la famiglia paterna era di origine soraba e il suo cognome originario era Lubeniecz, poi germanizzato in Leibnütz e infine in Leibniz.
Tra gli otto e i dodici anni di età Leibniz, con l'aiuto della biblioteca paterna, apprese da autodidatta le lingue latina e greca. Dal 1655 al 1661 frequentò la Scuola di San Nicola a Lipsia. Nel 1661 s'iscrisse all'Università di Lipsia e intraprese gli studi filosofici, seguendo i corsi del teologo Johann Adam Schertzer e del filosofo teoretico Jakob Thomasius. Il 20 giugno 1663 si immatricolò all'Università di Jena, dove studiò matematica, fisica e astronomia sotto la guida di Erhard Weigel.
A 20 anni volle conseguire la laurea in diritto, ma il Decano della facoltà si oppose sostenendo che era troppo giovane; per aggirare l'ostacolo il 4 ottobre 1666 si immatricolò a Norimberga presso l'Università di Altdorf, dove il 15 novembre presentò la sua tesi Disputatio de casi perplexibus in jure, sotto la docenza del giurista Johann Wolfgang Textor, ottenendo il 22 febbraio 1667 il titolo di Juris Utriusque Doctor.
Nel 1667 divenne segretario di una società segreta di alchimisti, però giunse presto a ridicolizzare i loro esperimenti.

### La carriera
Successivamente fino al 1672 fu al servizio dell'arcivescovo di Magonza Johann Philipp von Schönborn. Durante il periodo trascorso a Magonza visse a Boyneburger Hof, la residenza del maresciallo dell'Elettorato di Magonza Johann Christian von Boyneburg, che riuscì a procurargli un posto di collaboratore del consigliere di corte Hermann Andreas Lasser. Insieme con Lasser lavorò a una riforma del diritto romano (Corpus juris reconcinnatum), un compito affidatogli dal principe elettore. La sua opera del 1667 Nova methodus discendae docendaeque jurisprudentiae (Il nuovo metodo di apprendere e insegnare la giurisprudenza) ottenne nei circoli specializzati un buon apprezzamento.
Nel 1670 Leibniz, nonostante la sua fede luterana, salì al grado di consigliere presso il tribunale supremo di appello. Nel 1672, su incarico di Boyneburg, Leibniz si recò a Parigi come diplomatico e vi rimase fino al 1676. In questo periodo fa la conoscenza di Christian Huygens, sotto la cui guida approfondisce gli studi di matematica e di fisica. Durante il suo soggiorno a Parigi, sottopose a Luigi XIV un piano per una campagna di occupazione dell'Egitto, per distoglierlo dalle guerre di occupazione in Europa, ma il re respinse il progetto. Nel 1672/73 completò il suo progetto della prima calcolatrice meccanica in grado di eseguire moltiplicazioni e divisioni, che presentò alla Royal Society di Londra.

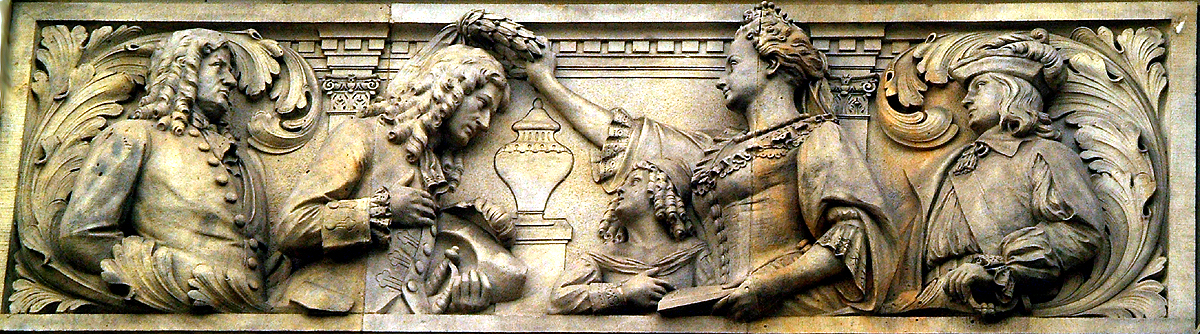
La principessa Sofia del Palatinato, elettrice di Hannover, onora Leibniz simbolicamente con una corona di alloro (Bassorilievo di Karl Gundelach, parte del frisone storico sul Nuovo municipio di Hannover)

Già dal 1668, il duca Giovanni Federico di Brunswick-Lüneburg aveva proposto a Leibniz l'incarico di bibliotecario presso la sua città di residenza, Hannover; dopo numerosi rifiuti Leibniz accettò infine l'invito del duca e nell'arco di due anni fu anche consigliere di corte di Giovanni Federico. Sotto Ernesto Augusto di Brunswick-Lüneburg, nel 1691 Leibniz divenne bibliotecario della Biblioteca del duca Augusto a Wolfenbüttel, e fu in vivace scambio di opinioni con la principessa elettrice Sofia del Palatinato e con sua figlia, la regina di Prussia Sofia Carlotta di Hannover.
Nel 1682–1686 Leibniz si occupò dei problemi tecnici delle miniere dell'Oberharz; egli si recava frequentemente a Clausthal e diede numerosi consigli per il miglioramento delle miniere.

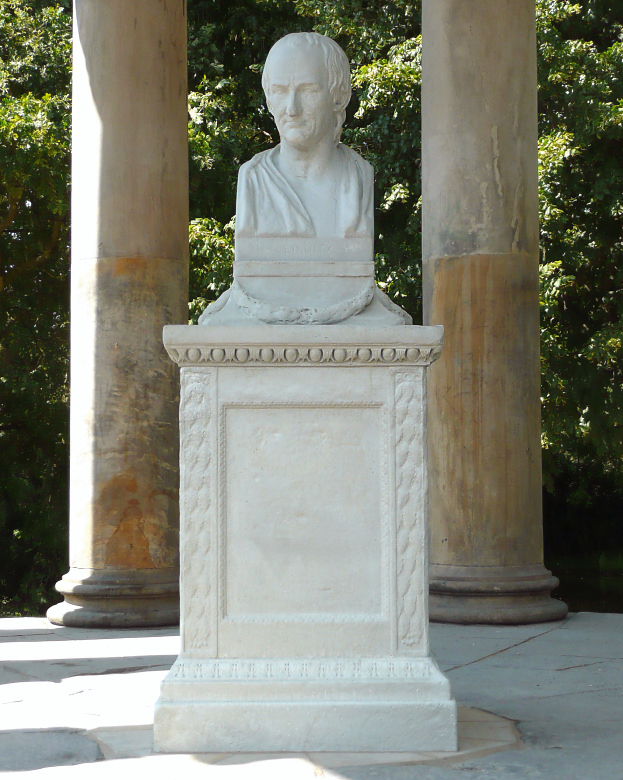
Copia del busto di Leibniz nel Leibniztempel a Hannover

Dal 1685 Leibniz viaggiò attraverso l'Europa per conto del casato dei Welfen allo scopo di scrivere una storia di quella famiglia; nel 1688 ebbe l'occasione di ottenere udienza a Vienna dall'imperatore Leopoldo I d'Asburgo e gli espose i suoi piani per una riforma monetaria, del commercio e dell'industria, per il finanziamento delle guerre turche, la costruzione degli archivi imperiali e molte altre cose, ma tutto ciò gli procurò solo grande attenzione da parte dell'Imperatore.
Nel 1698 andò ad abitare a Hannover, nella casa che oggi da lui prende il nome; qui egli poco dopo accolse il suo allievo e segretario Rafael Levi.
Nel 1700, dopo trattative con il principe elettore del Brandeburgo Federico III, il futuro re Federico I di Prussia, furono realizzati i progetti per un'Accademia Reale Prussiana delle Scienze, sul modello di quelle francese e inglese. L'accademia venne fondata con il sostegno della moglie di Federico, Sofia Carlotta, alla cui corte nel castello di Charlottenburg Leibniz fu frequentemente ospite, ed egli ne fu il primo presidente.
Nel 1704 vi furono a Dresda trattative per la fondazione di un'accademia sassone. Egli fondò in totale tre accademie, che sono ancor oggi attive: la Società brandeburghese delle Scienze (oggi ancora attiva come Società berlinese delle Scienze e anche come Accademia delle scienze di Berlino) come le accademie di Vienna e di San Pietroburgo.
Gottfried Wilhelm Leibniz fu, presumibilmente verso la fine del 1711, elevato al rango di nobile dall'imperatore Carlo VI con il titolo di barone, ma tuttavia ne manca la relativa documentazione.
Poco prima della sua morte i rapporti con la casa di Hannover, ora guidata da Giorgio I Ludovico, si raffreddarono.

### Morte e sepoltura

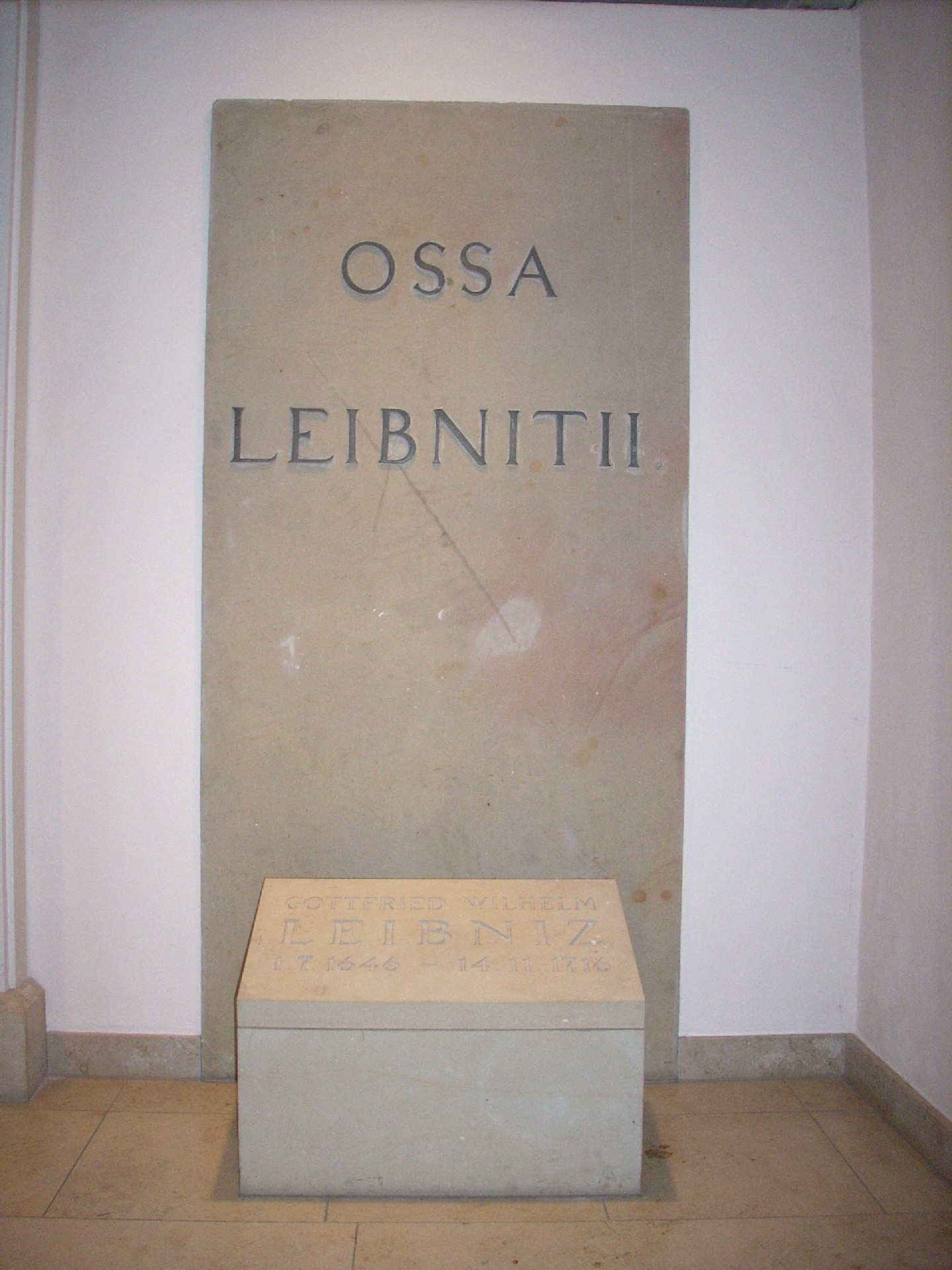
Lapide commemorativa nella chiesa luterana di San Giovanni a Hannover

Leibniz, sempre più solo, morì a Hannover il 14 novembre 1716, all'età di 70 anni e la sua salma venne inumata nella chiesa luterana di San Giovanni. La cornice in cui si svolse la cerimonia della sepoltura è controversa. Molti sostengono che la salma fosse accompagnata solo dal suo segretario e che nessun prete abbia accompagnato la sepoltura.
Al contrario Johann Georg von Eckhart (suo segretario e collaboratore dalla fine del 1698) e Johann Hermann Vogler (suo ultimo assistente e copista) sostengono che la sepoltura abbia avuto luogo il 14 dicembre 1716 con la partecipazione del predicatore di corte David Rupert Erythropel. Eckhart, che pochi giorni dopo la morte di Leibniz fu nominato Consigliere di corte e suo successore come bibliotecario e storiografo del casato degli Hannover, racconta che tutti i colleghi, gli impiegati di corte, erano stati invitati alla sepoltura, ma che solo lui stesso vi partecipò come unico rappresentante del suo stato sociale.
Sulla bara il consigliere Eckhart fece apporre un ornamento che mostrava un 1 all'interno di uno 0, con l'iscrizione OMNIA AD UNUM, quale indicazione del sistema numerico binario sviluppato da Leibniz.

## Pensiero

### La calcolatrice e il sistema binario
(Gottfried Leibniz, Lettera a Magnus Wedderkopf - maggio 1671)
Nel 1673 Leibniz presentò alla Royal Society di Londra il progetto della prima calcolatrice meccanica in grado di eseguire moltiplicazioni e divisioni. L'innovazione principale rispetto alla pascalina e alla calcolatrice di Schickard (peraltro ignota all'epoca), che erano essenzialmente delle "addizionatrici", fu l'introduzione del traspositore, che permetteva di "memorizzare" un numero per sommarlo ripetutamente. L'invenzione gli fruttò l'ammissione alla Royal Society, ma non ebbe immediata applicazione per le difficoltà costruttive, all'epoca insormontabili. Solo nel 1820 Xavier Thomas de Colmar riuscì a produrre la prima calcolatrice commerciale, l'aritmometro, basato su un progetto quasi identico. Il cilindro traspositore di Leibniz, sia pur modificato, fu poi l'elemento principale di molte calcolatrici successive, fino alla Curta.
Un'altra grande intuizione di Leibniz fu alla base del primo tentativo di costruire una calcolatrice che utilizzava il sistema numerico binario, peraltro già introdotto da Juan Caramuel. La macchina funzionava con delle biglie. La presenza o meno di una biglia in una posizione determinava il valore 1 o 0. Anche questa idea non ebbe un seguito immediato e si dovette attendere George Boole e lo sviluppo dei calcolatori elettronici perché venisse ripresa e sviluppata.
Leibniz fu il primo a far conoscere in Europa l'antico testo cinese I Ching con la sua pubblicazione del 1697 Novissima sinica (Ultime notizie dalla Cina). Leibniz vide in quel simbolismo (linea spezzata = 0; linea unita = 1) un perfetto esempio di numerazione binaria come illustrò nel suo saggio del 1705, Spiegazione dell'aritmetica binaria. Il sistema numerico posizionale in base 2 o notazione binaria, verrà poi, come è noto, "riscoperto" nel XIX secolo da George Boole.

### Il calcolo infinitesimale
Da un punto di vista scientifico, mentre con Keplero la Germania aveva raggiunto un altissimo livello, negli anni che separano Keplero e Leibniz si è verificata una carenza da parte della scienza tedesca che resta completamente estranea al fervore di ricerche caratteristico invece degli altri Stati europei (in particolare Francia e Inghilterra). Molto probabilmente questa fu dovuta alla partecipazione della Germania alla guerra dei trent'anni. È proprio grazie a Leibniz che la scienza tedesca tornerà ad avere una fondamentale importanza nella cultura europea, collegandola soprattutto ai recenti sviluppi raggiunti dalla scienza nel resto d'Europa (in particolare da Cartesio, Pascal e Newton). Il tutto iniziò con la necessità di trovare una concezione nuova che potesse risolvere i difetti e le lacune sia della concezione teleologica degli scolastici, sia di quella meccanicistica cartesiana e spinoziana, il cui contrasto aveva rivissuto interamente nel proprio animo durante i suoi studi. Quindi, mentre si trovava a Parigi presso la corte di Luigi XIV, sotto consiglio del fisico Huygens e influenzato dagli scritti di Euclide, Cartesio, Pascal (forse l'influenza maggiore l'ha avuta proprio da lui) e i vari matematici che si erano occupati di questioni infinitesimali, cominciò a cimentarsi con problemi di analisi, cercando nuovi metodi per tracciare le tangenti, e comprese il collegamento tra i due grandi problemi studiati fino a quel momento: la quadratura delle curve e la determinazione delle tangenti.
I suoi studi ebbero una svolta quando, trovandosi a Londra, grazie all'aiuto di Henry Oldenburg fu informato che recentemente Newton aveva portato a termine ricerche significative, ancora inedite, sui problemi infinitesimali, rispondendo che anche lui era giunto a risultati notevoli al riguardo. Nonostante non lo conobbe mai di persona, la figura di Newton ebbe una particolare rilevanza per Leibniz, soprattutto per quanto riguarda il calcolo infinitesimale. Infatti, anche dopo essere tornato a Parigi, mediante l'Oldenburg e mediante il matematico Walther von Tschirnhaus il filosofo cercò di ricevere notizie riguardanti le scoperte dell'inglese. Nel 1676, dopo molte insistenze, Leibniz ottenne finalmente, sempre grazie all'Oldenburg, alcune informazioni più particolari. Infatti Newton gli inviò (per tramite dell'Oldenburg) due famose lettere, nella prima delle quali sono riportati il teorema del binomio per esponenti razionali qualunque e gli sviluppi in serie di alcune importanti funzioni, mentre nella seconda sono riportati molti risultati riguardanti le quadrature di curve, oltre a un metodo per calcolare 𝛑 in modo più rapido che non con la serie di Leibniz. In questa seconda lettera si trovano poi alcune indicazioni sul metodo delle flussioni, date però a mezzo di veri crittogrammi indecifrabili. Rispondendo all'Olenburg, Leibniz dichiarò che le ricerche di Newton avevano scopo analogo alle sue, ma nonostante ciò erano diverse; allo stesso tempo enumerò varie questioni che egli era in grado di risolvere, ma senza svelare il proprio metodo di risoluzione.
Dopo la fondazione degli "Acta eruditorum", nel 1677 Leibniz aveva in mente di pubblicare una memoria sul calcolo infinitesimale, ma non lo fece, volendola rendere più perfetta. Quindi, nel 1684, dopo qualche discussione con Tschirnhaus, pubblicò una esposizione sistematica del calcolo differenziale, celebre memoria con il titolo Nova methodus pro maximis et minimis, itemque tangentibus, quae nec fractas, nec irrationales quantitates moratur, et singulare pro illis calculi genus. In questa commise l'errore di non menzionare le corrispondenti ricerche di Newton, che invece aveva accennato a Leibniz nello scolio del primo libro dei suoi Principia. Questo evento fu un accenno alla grande diatriba tra Leibniz e Newton, che tuttavia iniziò soltanto nel 1699 per opera di Nicolas Fatio de Duillier. Questa faccenda fu talmente importante che la contesa continuò anche dopo la morte di Leibniz e nella terza edizione dei Principia Newton fece modificare lo scolio in cui venivano riconosciuti i meriti del tedesco. Essa non finì nemmeno con la morte di Newton, ma si trasformò in una specie di conflitto scientifico tra Inghilterra e Germania (poi tra Inghilterra e continente). Infatti, la forma differenziale fu adottata dai matematici continentali e respinta invece dagli inglesi, i quali proprio per questa loro posizione di principio incontrarono non pochi ostacoli nello sviluppo delle ricerche infinitesimali. 
Anche a causa di questa discussione, si deve specificare che l'invenzione del calcolo infinitesimale non fu una "prolem sine matre creatam", e quindi è necessario specificare che non è possibile ritenere Leibniz l'inventore di questo ramo della matematica, ma se si limita la novità della celebre invenzione alla precisazione delle regole per il calcolo degli infinitesimi, e quindi si attribuisce una particolare importanza alla parte formale del calcolo, si deve riconoscere che l'opera di Leibniz non solo non ha ricalcato pedissequamente quella di Newton, ma l'ha sopravanzata di molto. Al riguardo Guido Castelnuovo scrive: «Nel calcolo infinitesimale odierno si trovano maggiori tracce dei procedimenti formali di Leibniz che di quelli, sostanzialmente equivalenti, dovuti al sommo matematico inglese», mentre Hermann Hankel precisa: «Anche se Leibniz avesse conosciuto tutti i metodi del suo rivale, sarebbe stato sufficiente il suo solo algoritmo a renderlo immortale; già lo stesso linguaggio comune l'ha riconosciuto con sicuro istinto, attribuendo il nome di "metodo delle flussioni e delle fluenti" alla scoperta di Newton, e quello invece più importante di "calcolo differenziale e integrale" alla scoperta di Leibniz». La differenza tra i due sta anche nel fatto che, a differenza di Newton, Leibniz inventò il calcolo infinitesimale a partire da considerazioni essenzialmente filosofiche, diventando "la base di un sistema generale delle cose" , e infatti André Bloch scrive: «Leibniz aspirava a dare un sistema completo di tutte le nostre percezioni, e il punto di vista metafisico si mescolava strettamente, in lui, con il punto di vista matematico. Procedendo in un modo tutto diverso, Newton non separava mai le considerazioni infinitesimali dai dati fisici o cinematici che servono a interpretarli».
Esponiamo quindi la base filosofica della scoperta di Leibniz. Fino al secolo scorso la maggioranza dei critici lo interpretava come una filosofia di tipo essenzialmente matematico, anche a causa di come egli stesso la definiva («La mia filosofia è tutta matematica, o per così dire, potrebbe diventarlo»), ma oggi si tende a mettere in luce l'aspetto più schiettamente metafisico del suo pensiero. La ragione matematica e logica non bastano a Leibniz, non possono costituire per lui «la legge suprema del reale… La sua visione, che spazia al di là del campo logico e del campo fisico… ha bisogno di un'altra legge più mobile, più vitale… Il finalismo contrapposto al meccanicismo, il carattere giuridico e architettonico dell'ordine universale, sono tutti sforzi in questa direzione, tentativi di formare questa legge.» (Eugenio Colorni). Per lui le regole cartesiane sono puri precetti psicologici, non logici; hanno soltanto un valore soggettivo, non oggettivo, in quanto per raggiungere l'oggettività occorre risolvere i concetti scientifici nelle verità prime che li compongono, verità puramente logiche o identiche; quindi è necessario tradurre i procedimenti più difficili del pensiero in simboli idonei, che funzionino quasi meccanicamente. Già nella sua tesi di laurea del 1666, con il titolo Dissertatio de Arte Combinatoria, Leibniz afferma che, se fosse possibile risolvere tutti i concetti complessi in elementi semplici ed esprimere quest'ultimi con pochi simboli caratteristici, si avrebbe "ipso facto" un procedimento, non solo per esprimere con esattezza le verità già note, ma anche per scoprirne delle nuove. Tuttavia, la ricerca di una "caratteristica universale" rimase per tutta la sua vita uno dei suoi motivi ispiratori e uno dei progetti più ambiziosi della sua filosofia. Infatti, secondo lui, non solo la matematica classica, ma anche la matematica futura, avrebbe dovuto risultare ricavabile da quella "arte combinatoria"; è qui che si inserisce la critica di Leibniz all'algebra, considerata come "calcolo delle grandezze finite". 
Per spiegare ciò bisogna capire che una delle preoccupazioni fondamentali della filosofia di Leibniz è la ricerca ovunque delle piccole differenze, quindi, come questo accade nella psicologia e nella natura, ciò deve accadere anche nella matematica, dove accanto al calcolo simbolico delle grandezze finite è indispensabile farne sorgere uno delle grandezze infinitesime. Su questo, Bloch spiega: «Le nostre idee presentano fra loro una serie di differenze continue… Ma le differenze infinitamente piccole non possono entrare utilmente nei nostri calcoli, se non troviamo dei simboli nuovi adatti ad esse, e se non le sottoponiamo a speciali operazioni. Di qui la necessità di creare un'algebra infinitesimale, se si vuole giungere a una logica universale». Quindi Leibniz va in cerca di una nuova scienza (la caratteristica universale) che sia in grado di sostituire l'algebra di Cartesio, che non poteva compiere la funzione attribuitale dal suo autore. Quindi l'algebra di Leibniz dovrà produrre simboli nuovi, capaci di esprimere con esattezza anche le più complesse relazioni tra le differenze infinitamente piccole. 
In conclusione, è stata l'esigenza di una caratteristica universale ciò che ha spinto Leibniz a inventare i simboli differenziali, è stata la perfetta riuscita di questi simboli ad avvalorarlo nella sua convinzione riguardo alla rilevanza capitale della caratteristica. Nessuno più di lui ha compreso il valore scientifico dei simboli. Egli scrive:
Al riguardo, il matematico Louis Couturat scrive: «Non v'ha dubbio che l'invenzione più celebre di Leibniz, quella del calcolo infinitesimale, procede dalla sua ricerca costante di simboli nuovi e più generali, e inversamente essa ha molto contribuito a confermarlo nella sua opinione circa la capitale importanza di una buona caratteristica per la scienza deduttiva».

### Monadologia

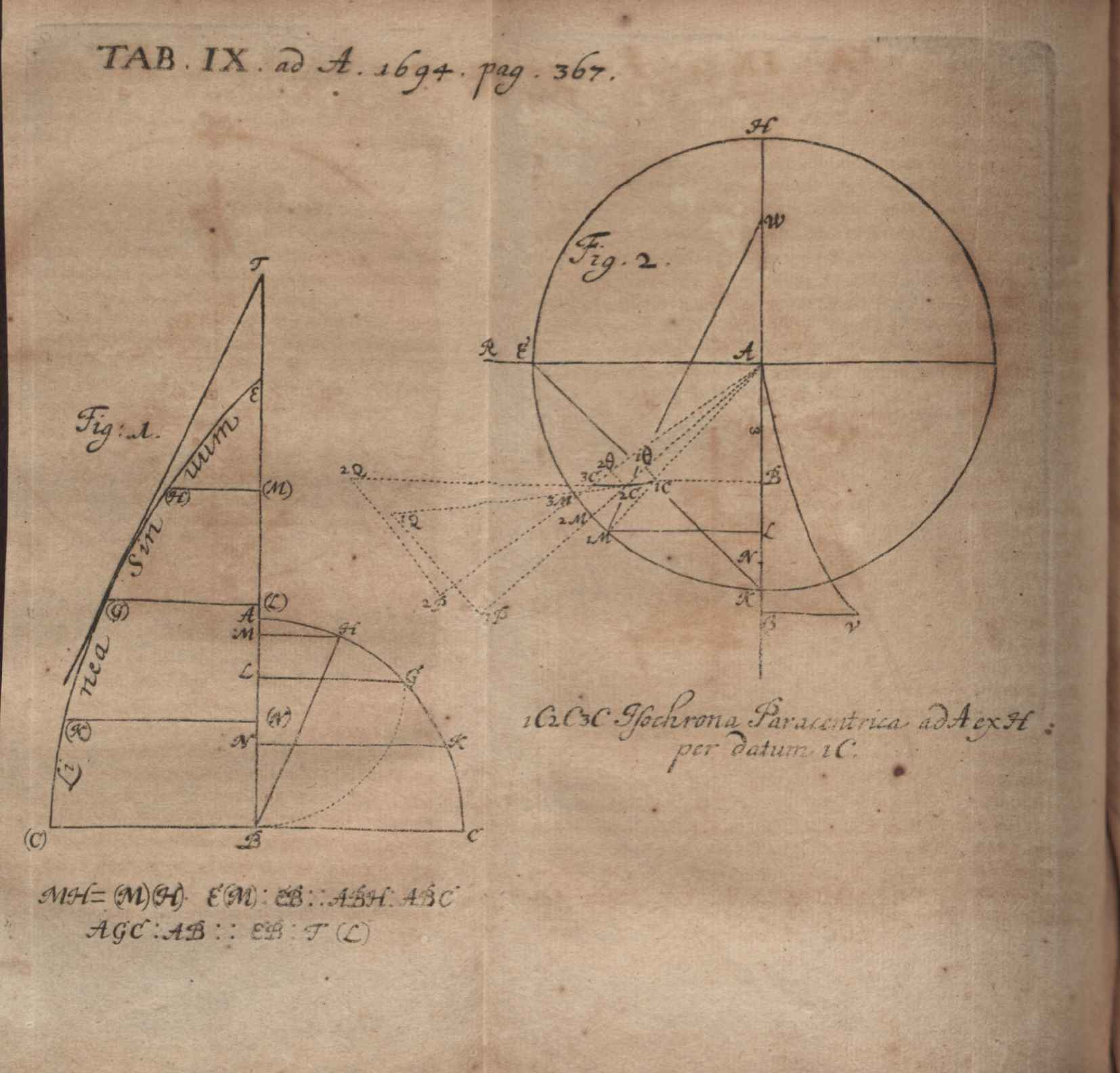
Illustrazione all'articolo G.G.L.Constructio propria problematis de Curva Isochrona Paracentrica pubblicato sugli Acta Eruditorum del 1694

Il suo contributo filosofico alla metafisica è basato sulla Monadologia, che introduce le monadi come "forme sostanziali dell'essere". Le monadi sono delle specie di atomi spirituali, eterne, non scomponibili, individuali, seguono delle leggi proprie, non interagiscono, ognuna di esse riflette l'intero universo in un'armonia prestabilita. Dio e l'uomo sono anche monadi: le monadi differiscono tra loro, secondo una scala gerarchica, per la quantità di coscienza che ognuna ha di sé e di Dio; in quest'ultimo si ha l'autocoscienza massima, chiamata «appercezione».
Nel modo abbozzato in precedenza, il concetto di monade risolve il problema dell'interazione tra mente e materia che sorge nel sistema di Cartesio, così come l'individuazione all'apparenza problematica nel sistema di Baruch Spinoza, che rappresenta le creature individuali come modificazioni accidentali di un'unica sostanza. La Theodicée (Teodicea) tenta di giustificare le imperfezioni apparenti del mondo sostenendo che esso è il migliore tra i mondi possibili. Il mondo deve essere il migliore e il più equilibrato dei mondi, perché è stato creato da un Dio perfetto. In questo modo il problema del male è risolto a priori; non a posteriori, con un premio ultraterreno per i giusti, che Kant userà per argomentare l'immortalità dell'anima. Le idee non sono incompatibili; celebre l'affermazione "è il migliore dei mondi possibili".
Invece la "soluzione a posteriori" è una verità di fatto, Kant direbbe propria della ragion pratica; la soluzione "a priori" è una verità di ragione, propria della ragion pura (direbbe Kant), cui è tenuto il filosofo. La critica di Voltaire rimane filosofica perché mossa non su un piano metafisico, ma sul lato pratico delle esperienze umane, l'unico in cui è debole (come notava lo stesso Leibniz).
Leibniz in nome della metafisica sosteneva la prima verità.

### Il principio degli indiscernibili e il principio di ragion sufficiente
Leibniz ha scoperto la matematica dei limiti e il principio degli indiscernibili, utilizzato nelle scienze, secondo il quale due cose che appaiono uguali - e fra le quali quindi la ragione non trova differenze - sono in realtà la stessa cosa, poiché due cose identiche non possono esistere. Da questo principio deduce il principio di ragion sufficiente per il quale ogni cosa che è, ha una causa. Questo principio implica il primo, nel senso che per parlare di differenza deve esserci un motivo (vedere delle differenze, appunto), rendendo inutile operare "distinguo" a tutti i costi.
Il principio di ragion sufficiente lo obbligava a trovare una giustificazione alla presenza del male nel mondo, senza negarne l'esistenza a differenza della posizione di Sant'Agostino e di altri filosofi. La frase "Viviamo nel migliore dei mondi possibili", molto spesso decontestualizzata, fu guardata con scherno e malignità da alcuni suoi contemporanei, soprattutto Voltaire, che parodiò Leibniz nella sua novella Candide, dove il filosofo tedesco appare sotto le spoglie di un certo "Dottor Pangloss". Secondo alcuni critici, tuttavia, Pangloss non rappresenterebbe una maligna e superficiale caricatura di Leibniz, ma di Maupertuis, celebre scienziato e presidente dell'Accademia delle Scienze di Berlino, nei riguardi del quale Voltaire nutriva una pubblica inimicizia, e che aveva già attaccato in Micromégas e nell'Histoire du Docteur Akakia et du natif de St-Malo. Altri critici invece sostengono che il Candido sia una risposta alla lettera scritta da Rousseau in risposta al Poema sul disastro di Lisbona di Voltaire. 
La critica di Voltaire all'ottimismo metafisico leibniziano è di carattere emotivo ed empirico: perché essa abbia un qualche valore, bisognerebbe attribuire a Leibniz la convinzione che non ci siano mai stati disastri naturali, il che è assurdo. Da quest'opera deriva il termine panglossismo, che allude al tentativo di Leibniz, mai concluso, di creare un linguaggio universale, basato su degli elementi minimi comuni a tutte le lingue, ma viene usato per denotare persone che sostengono di vivere nel miglior mondo possibile.

### Retroazione
La concezione di Leibniz era contrapposta alla tesi di Newton di un universo costituito da un moto casuale di particelle che interagiscono secondo la sola legge di gravità. Tale legge, secondo Leibniz, era insufficiente a spiegare l'ordine, la presenza di strutture organizzate e della vita nell'universo e più razionale del continuo intervento dell'"Orologiaio" creatore dell'universo ipotizzato da Newton. Leibniz è ritenuto la prima persona ad aver suggerito che il concetto di retroazione fosse utile per spiegare molti fenomeni in diversi campi di studio.

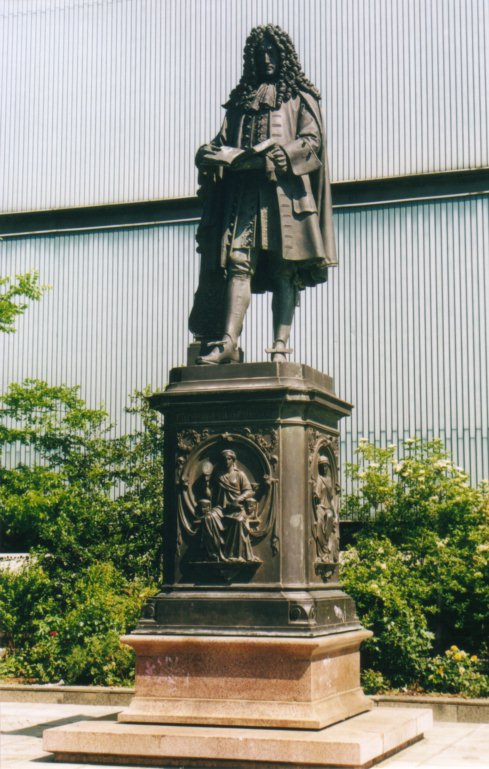
Statua di Gottfried Leibniz a Lipsia

### La disputa delle priorità
La disputa sulle priorità nell'invenzione del calcolo infinitesimale non fu promossa direttamente da Newton e Leibniz, ma da personaggi di secondo piano. Nel 1699 Leibniz osserva che nell'opera di John Wallis sono state riprodotte lettere sue e di Newton, e spiega che Wallis gli aveva chiesto il permesso di pubblicazione e che lo aveva lasciato libero di intervenire sui testi, ma che, per mancanza di tempo, egli gli aveva detto di fare come meglio credesse. Nicolas Fatio de Duillier attaccò Leibniz apertamente in un suo lavoro, chiamandolo secondo scopritore del calcolo e suggerendo senza mezzi termini che avesse copiato da Newton. A rendere la situazione ancor più sgradevole, ci fu il fatto che il testo di de Duiller venne edito con l'imprimatur della Royal Society. Di fronte alle rimostranze di Leibniz, tuttavia, sia Wallis sia il segretario della Royal Society gli porsero le proprie scuse.

## Opere

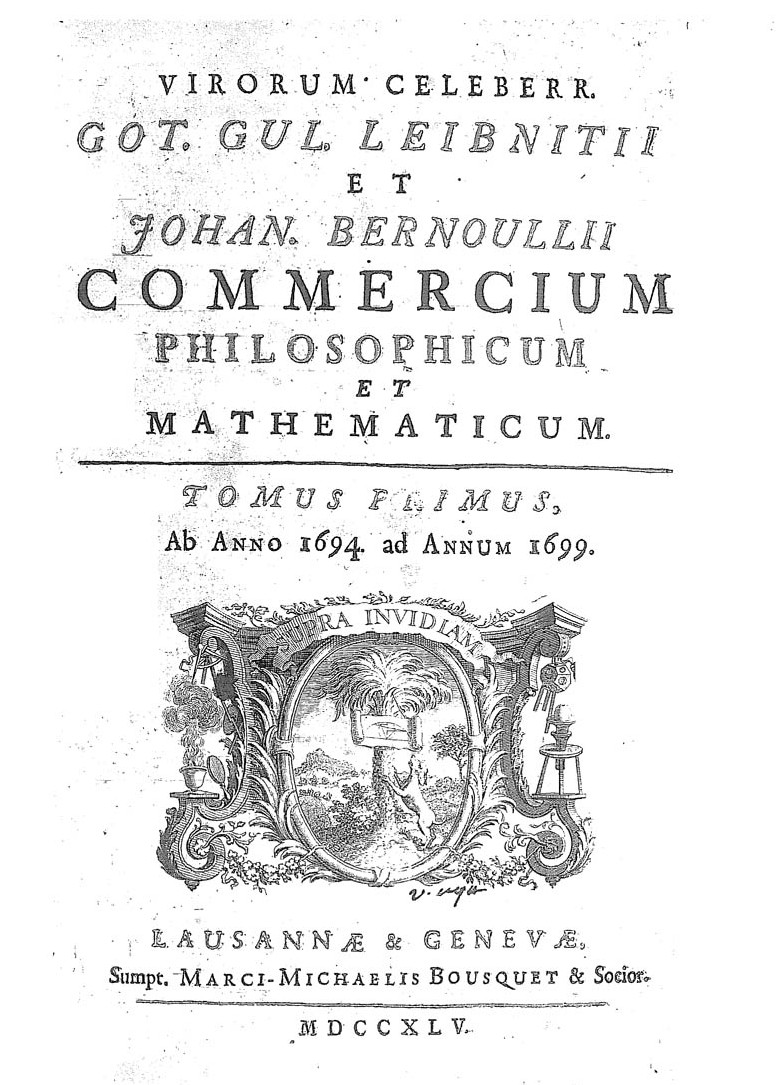
Commercium philosophicum et mathematicum (1745), raccolta di lettere tra Leibniz e Johann Bernoulli

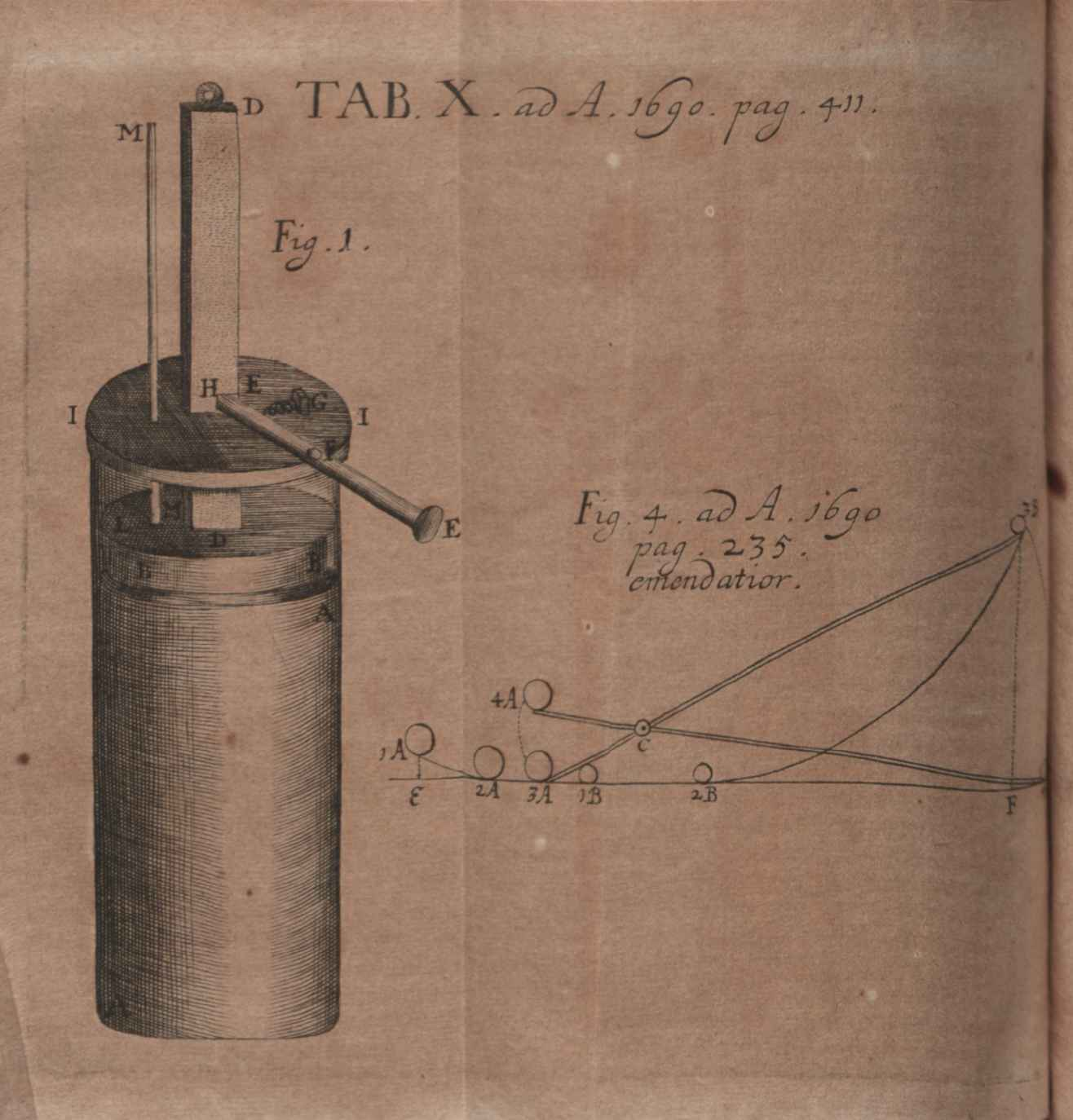
Fig. 4. Illustrazione all'articolo De causa gravitatis, et defensio sententiae autoris de veris naturae legibus contra Cartesianos pubblicato sugli Acta Eruditorum del 1690

La collezione dei manoscritti di Leibniz, custodita presso la Gottfried Wilhelm Leibniz Bibliothek di Hannover, comprende circa 50 000 testi, pari a 100 000 pagine, che includono circa 20 000 lettere indirizzate a circa 1 300 corrispondenti. Di questi manoscritti approssimativamente il 40% è in latino, il 35% in francese e il 25% in tedesco.
I manoscritti di Leibniz sono stati catalogati nel 1895 da Eduard Bodemann che li ha classificati in 41 rubriche nel volume Die Leibniz-Handschriften der Königlichen Öffentlichen Bibliothek zu Hannover; si riportano le più Importanti:
I. Teologia
II. Giurisprudenza
III. Medicina
IV. Filosofia
V. Filologia
VI. Geografia
VII. Cronologia
VIII. Genealogia e Araldica
IX. Archeologia
X. Numismatica
XI. Storia generale
XXXIII. Diritto internazionale
XXXIV. Politica ed economia
XXXV. Matematica
XXXVI. Militaria
XXXVII. Fisica. Meccanica. Chimica e storia naturale
XXXVIII. Tecnica
XXXIX. Storia della letteratura
XL. Società [scientifiche], Archivi e Biblioteche
XLI. Sulla vita di Leibniz [scritti autobiografici].
Molti testi sono ancora inediti; alcuni degli scritti principali sono:
- Disputatio Metaphysica de Principio Individui (1663)
- Dissertatio de Arte Combinatoria (1666)
- Disputatio de casibus perplexis injure (1667)
- Nova methodus discendae docendaeque jurisprudentiae (1667)
- Ratio corporis iuris reconcinnandi (1668)
- Confessio naturæ contra atheistas (1668)
- Demonstrationes Catholicae (1668-71)
- Defensio Trinitatis per nova Reperta Logica (1669)
- Elementa Juris Naturalis (1669-71)
- Hypothesis Physica Nova (1671)
- Confessio philosophi (1672/73)
- De summa rerum (1675-1676)
- Dialogus de Connexione Inter Res Et Verba (1677)
- De Corporum Concursu (1678)
- Specimen calculi universalis (1679)
- Nova Methodus pro maximis et minimis (1684)
- Meditatione de cognitione, veritate et ideis (1684)
- Generales inquisitiones de analysis notionum et veritatum (1686)
- Brevis demonstratio erroris memorabilis Cartesii (1686)
- Discours de métaphysique (1686)
- Correspondance avec Arnauld (1686-1690)
- Principia Logico-Metaphysica [Primae veritates] (1689)[38]
- Dynamica de potentia et legibus naturae corporeae (1689)
- Mathesis Universalis (1694-95)
- Système nouveau de la nature et de la communication des substances, aussi bien que de l'unione qui il y a entre l'âme et le corps (1695)
- De rerum originatione radicali (1697)
- Novissima Sinica (Ultime notizie dalla Cina) (1697)
- Explication de l'Arithmétique Binaire (Spiegazione dell'aritmetica binaria, 1705)
- Nouveaux Essais sur l'entendement humain (Nuovi saggi sull'intelletto umano, 1705)
- Essais de Théodicée sur la bonté de Dieu, la liberté de l'homme et l'origin du mal (Teodicea) (1710)
- Epistolica de Historia Etymologica Dissertatio (1712)
- Principes de la nature et de la grâce fondés en raison (1714)
- Monadologie (1714)
- Discours sur la théologie naturelle des Chinois (1716)

### Edizioni parziali
Sono indicate le principali raccolte, ancora necessarie fino al completamento dell'edizione critica:
- R. E. Raspe (ed.), Œuvres philosophiques latines & françoises du feu MR. de Leibnitz, Schreuder, Amsterdam-Leipzig, 1765, 1 vol. in-4°.[39]
- L. Dutens (ed.), Gothofredi Guillelmi Leibnitii, Opera omnia, nunc primum collecta, in Classes distributa, præfationibus & indicibus exornata, studio Ludovici Dutens, Fratres De Tournes, Genevæ, 1768, 6 volumi in-4º.[40] (ristampa: Hildesheim, Georg Olms, 1989).
  - I - Theologica.
  - II - Pars I: Logica & Metaphysica. Pars II: Physica generalis, Chymia, Medicina, Botanica, Historia Naturalis, Artes.
  - III - Mathematica.
  - IV - Pars I: Philosophia in genere, Opuscula Sinenses attingentia. Pars II: Historia & Antiquitates. Pars III: Jurisprudentia.
  - V - Philologica.
  - VI - Philologicorum continuatio & Collectanea Etymologica.
- G. E. Guhrauer (ed.), Leibniz's Deutsche Schriften, Berlino: 1838-1840, due volumi.
- J. E. Erdmann (ed.), God. Guil. Leibnitii Opera Philosophica quae extant Latina, Gallica, Germanica omnia, Berlino 1839-1840, due volumi (ristampa: Aale, Scientia Verlag, 1974).
- G. H. Pertz (ed.), Leibnizens gesammelte Werke, quattro volumi, Hannover, 1843-47.
  - I - Matematica
  - II - Filosofia
  - III - Storia
  - IV - Corrispondenza con Christian Wolff
- L.-A. Foucher de Careil (ed.), Lettres et opuscules inédits de Leibniz, Parigi, 1854 (ristampa: Hildesheim, Georg Olms, 1975).
- L.-A. Foucher de Careil (ed.), Nouvelles lettres et opuscules inédits de Leibniz, Parigi, 1857 (ristampa: Hildesheim, Georg Olms, 1971).
- L.-A. Foucher de Careil (ed.), Œuvres de Leibniz publiées pour la première fois d'après les manuscrits originaux, avec notes et introductions, Parigi, 1861-1875, sette volumi (ristampa: Hildesheim, Georg Olms, 1969).
- L.-A. Foucher de Careil (ed.), Réfutation inédite de Spinoza par Leibniz, Parigi, Institut de France, 1854.
- O. Klopp (ed.), Die Werke von Leibniz. Reihe 1: Historisch-politische und staatswissenschaftliche Schriften, Hannover, 1864-84, undici volumi, (ristampa: Hildesheim, Georg Olms, 1970-73).
- C. I. Gerhardt (ed.), Die philosophischen Schriften von Gottfried Wilhelm Leibniz, Weidmannsche Buchhandlung, Berlin, 1875-1890, sette volumi in-8º[41] (ristampa: Hildesheim, Georg Olms, 1962).
  - I - Correspondenza con: Thomasius, Johann Friedrich von Brunswig-Luneburg, Arnauld, Hobbes, Otto von Guericke, Spinoza, Conring, Eckhart, Molanus, Malebranche, Foucher, 1875.
  - II - Correspondenza con: Ernst von Hessen-Rheinfels, Arnauld, de Volder, de Bosses, Nicaise, 1879.
  - III - Correspondenza con: Huet, Bayle, Basnage de Beauval, Thomas Burnet, Lady Masham, Coste, Jacquelot, Hartsoeker, Bourguet, Rémond, Hugony, 1887.
  - IV - Scritti filosofici (1663-1671), scritti contro Descartes e i Cartesiani (1677-1702), Scritti filosofici (1684-1703), 1880.
  - V - Nuovi saggi sull'intelletto umano e altri scritti su Locke, 1882.
  - VI - Saggi di Teodicea, Scritti filosofici (1702-1716), 1885.
  - VII - Scientia Generalis, Characteristica, Scritti filosofici, Corrispondenza con Clarke, Appendice ai primi tre volumi, 1890.
- C. I. Gerhardt (ed.), Leibnizens mathematische Schriften, Berlin-Halle, 1849-1863, sette volumi in-8º (ristampa: Hildesheim, Georg Olms, 1961).
- C. I. Gerhardt (ed.), Briefwechsel zwischen Leibniz und Christian Wolff, Halle, 1860, (ristampa: Hildesheim: Georg Olms, 1963).
- C. I. Gerhardt (ed.), Der Briefwechsel von Gottfried Wilhelm Leibniz mit Mathematikern, Berlino, 1899; (ristampa: Hildesheim: Georg Olms, 1962).
- Georg Mollat (ed.), Mittheilungen aus Leibnizens ungedruckten Schriften, Leipzig, H. Haessel, 1893 (contiene alcuni scritti giuridici non disponibili altrove)
- Louis Couturat (ed.), Opuscules et fragments inédits, extraits des manuscrits de la bibliothèque de Hanovre, 1903 (ristampa: Hildesheim. Georg Olms, 1988).
- E. Gerland (ed.), Leibnizens nachgelassene Schriften physikalischen, mechanischen und technischen Inhalts, Leipzig, 1906 (ristampa: New York: Johnson Reprint Corp., 1973)
- Gaston Grua (ed.), Textes inédits d'aprés les manuscrits de la Bibliothèque provinciale d'Hanovre, Paris, Presses universitaire de France, 1948, (ristampa 1998) due volumi, (197 testi di etica, teologia e giurisprudenza).

Tutte queste edizioni (tranne quella di Gaston Grua) sono disponibili in formato PDF su Gallica. Bibliothèque Nationale de France o su Internet Archive.
Gli scritti di Leibniz sulla sillogistica sono disponibili in questa edizione:
- Wolfgang Lenzen (a cura di), Schriften zur Syllogistik. Lateinisch-Deutsch, Amburgo, Meiner Verlag 2019.

### Edizione critica
- L'edizione critica delle opere di Leibniz pubblicata dall'Accademia di Berlino (Akademie-Ausgabe): Sämtliche Schriften und Briefe, Leipzig-Berlin, Akademie Verlag, 1923 ss., su cui si veda Herma Kliege-Biller, Introduction to the Academy Edition è divisa in otto sezioni (per ogni sezione sono indicati i volumi pubblicati):
  - I. Corrispondenza politica, storica e generale: 27 volumi (1668-settembre 1707) dal 1986 al 2019.
  - II. Corrispondenza filosofica: vol. II.1A: 1663-1685: Introduzione (Darmstadt 1926; seconda edizione Berlino 1987); vol. II.1B: I. Leipzig e Magonza, 1663 - marzo 1672; II. Parigi, marzo 1672 - novembre 1676; III. Hannover, dicembre 1676-1685 (Darmstadt 1926; seconda edizione Berlino 1987); vol. II.2A: 1686-1694: Introduzione; vol. II.2B: I. Hannover 1686 - ottobre 1687; II. Germania, Vienna e Italia novembre 1687 - giugno 1690; Hannover luglio 1690 - 1694 (Berlino 1989); IIIA. 1695-1700: Introduzione (Berlino 2013); IIIB. Lettere 1695-1700 (2014).
  - III. Corrispondenza matematica, scientifica e tecnica: 10 volumi (1672 - 1707) dal 1988 al 2019.
  - IV. Scritti politici: 9 volumi (1667-1702) dal 1931 al 2019.
  - V. Scritti storici e linguistici: nessun volume pubblicato.
  - VI. Scritti filosofici: VI.1: 1663-1672 (Darmstadt 1930; seconda edizione Berlino 1990); VI.2: 1663-1672 (Berlino 1966; seconda edizione 1990); VI.3: 1672-1676 (Berlino 1981); VI.4: 1677-giugno 1690 (Berlino 1999, in quattro tomi: A, B, C, D); VI.5 (luglio 1690-1703: Vorausedition = edizione preliminare); VI.6: Nouveaux Essais (Berlino 1962, ristampa 1990).
  - VII. Scritti matematici: 7 volumi (1672-1676) dal 1990 al 2019.
  - VIII. Scritti scientifici, medici e tecnici: VIII.1 (1668-1676 Naturwissenschaft und Technik); VIII.2 (1668-1676 Naturwissenschaft, Medizin und Technik); VIII.3 (Naturwissenschaftliche Schriften: Mechanik 1: in preparazione).

Il completamento dell'edizione è previsto per il 2050.

### Corrispondenza
Le lettere di Leibniz (come quelle di Cartesio e Spinoza) sono una parte importante della sua opera; alcune delle edizioni più importanti pubblicate con traduzione inglese, francese o tedesca sono:
- Correspondance avec Thomasius, [1663-1672] testo latino e traduzione francese commentata di R. Bodeüs, Parigi, Vrin, 1993 (Jakob Thomasius (1622-1684) è stato il primo maestro di Leibniz).
- Discours de Métaphysique et Correspondance avec Arnauld, [1686-1690] introduzione, testo francese e commento di G. Le Roy. Parigi, Vrin, 1993. (Leibniz aveva inviato ad Antoine Arnauld (1612-1694) un "Abrégé" (riassunto) del suo Discorso di Metafisica[43], le lettere sono una discussione e un approfondimento degli argomenti ivi trattati).
- Leibniz and Ludolf on Things Linguistic. Excerpts from Their Correspondence, 1688-1703, a cura di John T. Waterman, Berkeley, University of California Press, 1978 (Hiob Ludolf (1624-1704), filologo tedesco).
- Correspondance G. W. Leibniz - Ch. I. Castel De Saint-Pierre, a cura di André Robinet, Parigi, Centre de philosophie du droit, 1995.
- The Leibniz-De Volder Correspondence. With Selections from the Correspondence Between Leibniz and Johann Bernoulli [1698-1706], a cura di Paul Lodge, New Haven, Yale University Press, 2013 (Burchard de Volder 1643-1709), filosofo olandese).
- The Leibniz-Des Bosses Correspondence, [1706-1716] edita e tradotta in inglese con introduzione di Brandon C. Look e Donald Rutherford, Yale, Yale University Press, 2007 (le lettere scambiate con il Gesuita Barthélemy Des Bosses (1668-1738) sono un documento importante dell'ultima fase del pensiero di Leibniz).
- G. W. Leibniz and Samuel Clarke Correspondence, [1715-1716] a cura di R. Ariew, Indianapolis, Hackett, 2000 (corrispondenza con Samuel Clarke (1675-1729), tra i temi trattati, la teoria dello spazio di Newton, il problema della libertà del volere e la priorità della scoperta del calcolo infinitesimale).
- G. W. Leibniz. Der Briefwechsel mit den Jesuiten in China (1689-1714), a cura di R. Widmaier, Hamburg, Meiner, 2006 (corrispondenza con i missionari Gesuiti in Cina, testo francese/latino e traduzione tedesca).
- Matteo Campori (a cura di), Corrispondenza tra L.A. Muratori e G.G. Leibniz, collana Atti e memorie della R. Deputazione di storia patria per le provincie modenesi, serie IV, volume 3, Modena, 1892.

### Manoscritti
I manoscritti di Leibniz sono stati catalogati nel 1895 dal bibliotecario Eduard Bodemann (1827-1906) in due volumi che costituiscono uno strumento indispensabile per lo studio degli inediti:
- Eduard Bodemann, Die Leibniz-Handschriften der Königlichen Öffentlichen Bibliothek zu Hannover.
- Eduard Bodemann, Der Briefwechsel des Gottfried Wilhelm Leibniz in der Königlichen Öffentlichen Bibliothek zu Hannover.

Di questi volumi è disponibile una ristampa anastatica: Hildesheim, Georg Olms, 1966.

### Traduzioni italiane
- Saggi filosofici e lettere, a cura di Vittorio Mathieu, Bari, Laterza, 1963.
- Scritti filosofici, a cura di Massimo Mugnai, Torino, UTET, 2000, 3 voll., (2ª ed.).
- Scritti politici e di diritto naturale, a cura di Vittorio Mathieu, Torino, UTET, 1965 (2ª ed.).
- Scritti di logica, a cura di Francesco Barone, Roma-Bari, Laterza, 1992, 2 voll., (prima ed. Bologna, Zanichelli, 1968).
- Ricerche generali sull'analisi delle nozioni e delle verità e altri scritti, a cura di Massimo Mugnai, Pisa, Edizioni della Scuola Normale Superiore, 2008.
- Dialoghi filosofici e scientifici, Milano, Bompiani, 2007 (testo latino e francese a fronte).
- Saggi di Teodicea sulla bontà di Dio, la libertà dell'uomo e l'origine del male, Milano, Bompiani, 2005 (testo francese a fronte).
- Nuovi saggi sull'intelletto umano, Milano, Bompiani, 2011 (testo francese a fronte).
- Discorso di metafisica - Verità prime, a cura di Salvatore Cariati, Milano, Bompiani, 1999.
- Monadologia - Principi razionali della natura e della grazia, Milano, Bompiani, 2001 (testo francese a fronte).
- Spinoza «contra» Leibniz. Documenti di uno scontro intellettuale (1676-1678), a cura di V. Morfino, Milano, Unicopli, 1994.
- Disputazione metafisica sul Principio di Individuazione, a cura di Giovanni Alberti, Bari, Levante, 1999.
- L'armonia delle lingue, testi scelti, introdotti e commentati da Stefano Gensini; prefazione di Tullio De Mauro, Bari, Laterza, 1995.
- Confessio philosophi e altri scritti, a cura di Francesco Piro, Napoli, Cronopio, 2003.
- De summa rerum traduzione di Emilio Maria De Tommaso, Roma, Aracne, 2013.
- La disputa Leibniz-Newton sull'analisi, a cura di Gianfranco Cantelli, Torino, Boringhieri, 1969.
- Filosofia, scienza, storia, antologia a cura di C. Ferrandi, Lavis (TN), La Finestra Editrice, 2011.
- Obiezioni contro la teoria medica di Georg Ernst Stahl. Sui concetti di anima, vita, organismo, a cura di Antonio M. Nunziante, Macerata, Quodlibet, 2011.
- Ricerche sul linguaggio: due inediti giovanili: Liber observationum e Loci rhetorici, introduzione, trascrizione e note a cura di Giovanna Varani, Padova, Il poligrafo, 1999.
- Storia universale ed escatologia. Il frammento sull'Apokatástasis (1715), Genova, Il melangolo, 2001.
- La riforma della dinamica secondo G. W. Leibniz. Testi originali e loro interpretazione moderna, a cura di Antonino Drago, Benevento, Hevelius edizioni, 2003.
- La Cina, Milano, Spirali, 1987.
- La teologia naturale dei Cinesi, Macerata, Quodlibet, 2014.
- Il nuovo metodo di apprendere e insegnare la giurisprudenza, introduzione traduzione e note a cura di Carmelo Massimo de Iuliis, Milano, Giuffrè, 2012.
- I casi perplessi in diritto, introduzione traduzione e note a cura di Carmelo Massimo de Iuliis, Milano, Giuffrè, 2014.
- Saggio di questioni filosofiche estratte dalla giurisprudenza e Dissertazione sui casi perplessi in diritto, a cura di Alberto Artosi, Bernardo Pieri, Giovanni Sartor; traduzione di Bernardo Pieri; con due saggi introduttivi di Alberto Artosi e Bernardo Pieri, Torino, Giappichelli, 2015.
- Doctrina conditionum (Dottrina delle condizioni), introduzione, traduzione e note a cura di Carmelo Massimo de Iuliis, Milano, Giuffrè, 2020.

### Edizioni antiche
- (FR) Gottfried Wilhelm von Leibniz, [Opere], A Hambourg, chez Abram Vandenhoeck, 1734. URL consultato il 6 marzo 2015.
- (FR) Gottfried Wilhelm von Leibniz, [Opere]. 1, A Amsterdam, chez Francois Changuion, 1740. URL consultato il 6 marzo 2015.
- (FR) Gottfried Wilhelm von Leibniz, [Opere]. 2, A Amsterdam, chez Francois Changuion, 1740. URL consultato il 6 marzo 2015.
- (LA) Gottfried Wilhelm von Leibniz, [Opere. Lettere e carteggi]. 1, Lausanne & Genevae, sumpt. Marci-Michaelis Bousquet & socior., 1745. URL consultato il 6 marzo 2015.
- (LA) Gottfried Wilhelm von Leibniz, [Opere. Lettere e carteggi]. 2, Lausanne & Genevae, sumpt. Marci-Michaelis Bousquet & socior., 1745. URL consultato il 6 marzo 2015.

### Studi su Leibniz
- Eric J. Aiton, Leibniz, Milano, Il Saggiatore, 1991 (biografia).
- Maria Rosa Antognazza, Trinità e Incarnazione. Il rapporto fra filosofia e teologia rivelata nel pensiero di Leibniz, Milano, Vita e Pensiero, 1999.
- Maria Rosa Antognazza, Leibniz. Una biografia intellettuale, Milano, Hoepli, 2015.
- Maria Rosa Antognazza (ed.), The Oxford Handbook of Leibniz, New York, Oxford University Press, 2018.
- Francesco Barone, Logica formale e trascendentale. I. Da Leibniz a Kant, Torino, Edizioni di Filosofia, 1957.
- Vittorio Mathieu, Introduzione a Leibniz, Roma-Bari, Laterza, 2008 (8ª ed.).
- Massimo Mugnai, Introduzione alla filosofia di Leibniz, Torino, Einaudi, 2001.
- Bertrand Russell, A critical exposition of the Philosophy of Leibniz, Cambridge, Cambridge University Press, 1900 (ristampa Londra, Routledge 1993).
- Bertrand Russell, La filosofia di Leibniz, Milano, Longanesi, 1971.
- (PL) Zbigniew Sepioł, Legal and political thought of Gottfried Wilhelm Leibniz, in Studia Iuridica, vol. 41, 2003,  pp. 227-250.
- Gabriele Tomasi, La bellezza e la fabbrica del mondo. Estetica e metafisica in G. W. Leibniz, Pisa, ETS, 2002.
- Articoli di Stefano Di Bella, Enrico Giusti, Massimo Mugnai in Matematica, Cultura e Società, vol. 1, n. 3 (2016).
- Ludovico Geymonat, Storia e filosofia dell'analisi infinitesimale, Torino, Bollati Boringhieri editore, 2008 (ristampa maggio 2021).